# Climat des îles Galápagos

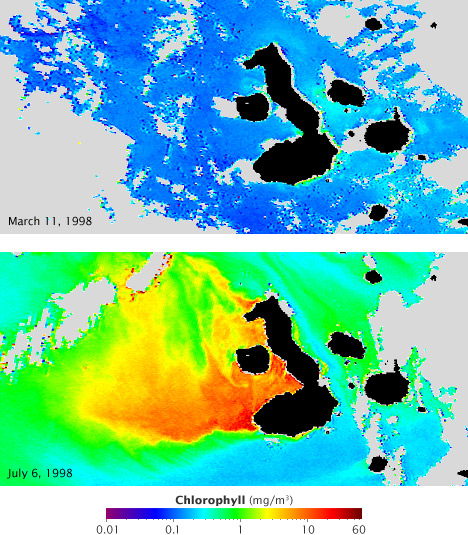
Ces images satellites montrent la concentration de chlorophylle qui correspond à l'abondance de phytoplancton durant El Niño (en haut) et La Niña (en bas). Le bleu indique une faible concentration tandis que le jaune, l'orange et le rouge indiquent les concentrations importantes.

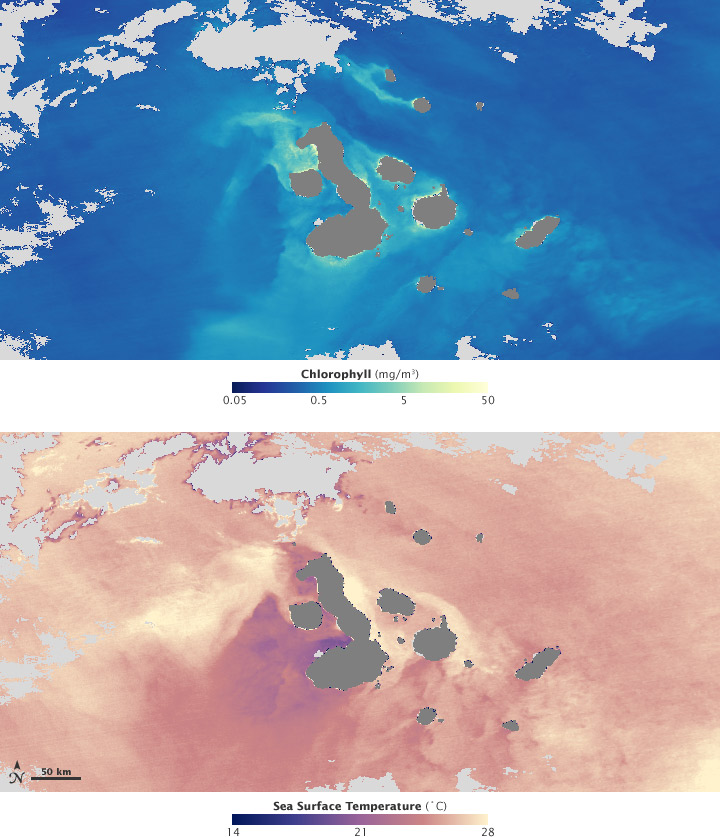
L'image du haut indique les concentrations de chlorophylle (en vert et jaune).
L'image du bas indique la température de l'eau de surface, les zones froides étant en violet.
Ces images datent du 2 mars 2009.

Bien que situées au niveau de l'Équateur, les îles Galápagos bénéficient d'un climat doux grâce au courant de Humboldt qui amène des eaux froides depuis l'Antarctique, amenant de fréquentes bruines durant la majeure partie de l'année. Le climat des îles Galápagos est régulièrement perturbé par le phénomène El Niño qui apporte des températures chaudes et de lourdes pluies. Le reste du temps, deux saisons se succèdent.

## Saisons
Durant la saison appelée "la Garua" (de juin à novembre) la température moyenne au niveau de la mer est de 22 °C, un vent froid souffle depuis le sud et le sud-ouest amenant des bruines (Garuas) durant la plus grande partie de la journée ainsi qu'un brouillard dense qui recouvre les îles
Durant la saison chaude (de décembre à mai), la température moyenne grimpe à 25 °C, sans aucun vent et un soleil radieux, avec sporadiquement de lourdes pluies.
Le climat change avec l'altitude dans les grandes îles. La température baisse tandis que les précipitations augmentent en raison de la condensation de l'humidité des nuages sur les sommets. 

## Pluviométrie
On observe de fortes variations de cumuls de précipitations d'un endroit à l'autre, à cause de l'altitude mais également de la position des îles et de la saison.
Le tableau ci-dessous correspond aux précipitations de l'année 1969 à différents endroits de l'île Santa Cruz :
| Localisation | Station Charles-Darwin | Devine Farm | Media Luna |
| Altitude     | 6 m                    | 320 m       | 620 m      |
| ------------ | ---------------------- | ----------- | ---------- |
| Janvier      | 23,0 mm                | 78,0 mm     | 172,6 mm   |
| Février      | 16,8 mm                | 155,2 mm    | 117,0 mm   |
| Mars         | 249,0 mm               | 920,8 mm    | 666,7 mm   |
| Avril        | 68,5 mm                | 79,5 mm     | 166,4 mm   |
| Mai          | 31,4 mm                | 214,6 mm    | 309,8 mm   |
| Juin         | 16,8 mm                | 147,3 mm    | 271,8 mm   |
| Juillet      | 12,0 mm                | 42,2 mm     | 135,6 mm   |
| Août         | 3,8 mm                 | 13,7 mm     | 89,5 mm    |
| Septembre    | 18,5 mm                | 90,9 mm     | 282,6 mm   |
| Octobre      | 3,2 mm                 | 22,6 mm     | 96,5 mm    |
| Novembre     | 11,0 mm                | 52,8 mm     | 172,7 mm   |
| Décembre     | 15,7 mm                | 84,1 mm     | 175,3 mm   |
|              |                        |             |            |
| TOTAL        | 469,7 mm               | 1 901,7 mm  | 2 656,4 mm |